# عشق پیچیده
عشق پیچیده (لهستانی: Miłość do kwadratu) یک فیلم کمدی رمانتیک لهستانی است که در سال ۲۰۲۱ منتشر شد.

## گزیدهٔ بازیگران
- آدریانا خلبیتسکا
- ماتئوش باناشوک
- میروسواف باکا
- وویچیخ کالاروس
- توماش کارولاک
- کشیشتف چچوت
- آنا اسمووویک
- آگنیشکا ژولفسکا
- یاتسک کناپ
- یاروسواف بوبرک